# JUNK 交流戦スペシャル
JUNK 交流戦スペシャル（ジャンク こうりゅうせんスペシャル）は、TBSラジオで放送されていた深夜ラジオ番組。

## 概要

### 放送開始の経緯
この時間枠で放送されていた「極楽とんぼの吠え魂」が山本圭一の不祥事の責任をとる形で終了したため、秋改編までのつなぎ番組としてスタートした。2006年7月〜9月末まで放送された。「JUNK」と3時から放送している「JUNK2」を担当しているパーソナリティ（例外あり）が2組ずつ担当した。

### 番組内容
放送時間は毎週金曜日の深夜25:00〜27:00で、原則生放送。
毎回パーソナリティが違うため、ネタ募集のコーナー等はない。リスナーから送られてくる質問に答えたり、パーソナリティ同士の昔話やプライベート話等を中心に放送していた。

## 担当パーソナリティ
放送時間帯は、当時芸人が多数出演していたテレビ朝日の深夜番組「爆笑問題の検索ちゃん」（通常番組としては2009年3月終了）と重なっていたため、「検索ちゃん」に出演しているタレントが一時的にラジオから離れることが多かった。
- 2006年7月28日　伊集院光 / アンタッチャブル
  - 「検索ちゃん」に出演した関係で、伊集院は午前1時5分から35分までラジオには登場せず。このことについては、2006年9月1日放送の交流戦で「同時に出演しないことは、業界のマナー」と発言しているが、TVとラジオの場合は黙認されることのほうが多い。
- 2006年8月4日　雨上がり決死隊 / スピードワゴン
  - スピードワゴンがまだ別のコンビの時、名古屋吉本に所属していた関係で、その時代から知り合い。
- 2006年8月11日　波田陽区 / ビビる大木
  - ビビる大木はJUNKとは無関係だが、ワタナベエンターテインメント所属の先輩後輩。また、「ビビる大木のオールナイトニッポン」を担当していた放送作家がその後、「波田陽区の中までテキーラ!」をも担当した。他にもオークラもいる。
- 2006年8月18日　片桐仁（ラーメンズ）と本広克行監督、トータス松本（ウルフルズ）、Z3（ムロツヨシ、与座嘉秋、川岡大次郎）
  - 片桐自身も出演した映画「UDON」つながりによる。本広克行は同作品の監督で、トータス松本とZ3は共演者である。
- 2006年8月25日　カンニング竹山 / アンタッチャブル 山崎弘也
  - スペシャルウィーク1週目。プライベートでも仲の良い、カンニング竹山とアンタッチャブル山崎、“竹山崎”（竹山は2005年のM-1グランプリで山崎邦正と「竹山崎」というコンビを組んで出場しているが、これとは無関係）が、真面目に、適当に、送る120分。
- 2006年9月1日　爆笑問題 / 伊集院光
  - スペシャルウィーク2週目。JUNKでも最大級の人気を誇る番組同士が共演。爆笑問題は「検索ちゃん」に出演している関係で、午前1時から1時15分までラジオには登場せず。
- 2006年9月8日　笑い飯 / 友近
  - 大阪吉本の先輩・後輩。友近は「検索ちゃん」に出演していた関係で、午前1時から1時15分までラジオには登場せず。
- 2006年9月15日　エレキコミック / キャイ〜ン
  - キャイ〜ンは以前TBSラジオで「ヤンマガ伝説キャイ〜ンDAあ゛〜ん」（週刊ヤングマガジン提供）のパーソナリティを務めていた。
- 2006年9月22日　スピードワゴン / タカアンドトシ
  - タカアンドトシは、2週間後から「火曜JUNK2 タカアンドトシのケチャケチャラジオ」が始まることが決まっていた。
- 2006年9月29日　蛍原徹（雨上がり決死隊） / 柴田英嗣 （アンタッチャブル）
  - 蛍原は、相方である宮迫が「検索ちゃん」に出演している関係で、午前1時から1時15分までラジオには登場せず。

## 番組コーナー
基本的に番組オリジナルコーナーはないが、2組のパーソナリティそれぞれが担当する番組（JUNKとJUNK2）の名物コーナーを披露しあう場合があった。（第1・2回放送）過去に放送して好評だったネタを再度使っている場合が多かった。

## ポッドキャスト
JUNK、JUNK2ではポッドキャスト配信を積極的に行っているが、この番組もその1つで、放送終了後のトークを録りおろして配信していた（第6回放送を除く）。

## エピソード
- 2006年7月28日、太田プロ預かりの女性お笑いコンビ、麦芽（小出真保、鈴木奈都）が大物ゲストとして登場。プロダクションと正式に契約をしていない超新人コンビだが、ボケ担当の小出が『伊集院光 深夜の馬鹿力』と『アンタッチャブルのシカゴマンゴ』のADである中山と交際していることからコネで出演を果たす。
- 2006年8月4日、スピードワゴンの小沢一敬が『恋するハニカミ!』（TBS）で熊澤枝里子と、この日の日中にデート。ハニカミプランで「小沢が熊沢にラジオを通して告白する」とあったため、相方の井戸田潤や雨上がり決死隊に邪魔をされながらも何とか実行した。
- 2006年8月11日、JUNK2の火曜を担当している波田陽区と、オールナイトニッポンの経験のあるビビる大木が担当した。随所で大木が先輩風を吹かせ、波田が萎縮する場面もあった。終了15分前には同じ所属事務所のザブングルが出演して告知をして帰った。
- 2006年8月18日、映画『UDON』の製作がフジテレビジョンにもかかわらず、TBSラジオで監督と出演者が映画の話題を中心に放送するという前代未聞の番組になった。主演のユースケ・サンタマリアが番組に出演していない理由を、出演者たちは「多忙」、「体が弱いから」と様々に述べた。
- 2006年8月25日、レイティング（聴取率調査）週間だったため、竹山と山崎は「自分たちでいいのか？」と弱気な発言も聞かれた。しかし、冒頭からカンニング竹山の下ネタを山崎弘也が連発した。
- 2006年9月1日、『爆笑問題カーボーイ』同様、録音による放送となった。爆笑問題が登場する1時15分までは、伊集院光が一人で放送。爆笑問題が事務所移籍問題等で仕事が無かった時期の裏話を披露した。両者が大いに盛り上がり、当然ながら交流戦の中でリスナーからの注目度が最も高かった。今後スペシャルウィークで放送されることが予告されるが、いつになるかは不明。
- 2006年9月8日、友近の得意なモノマネでの下ネタの話や3人が出会った当時の話などが放送された。ツッコミがいないので、トークはほぼボケ合戦になった。
- 2006年9月15日、スポンサーが『週刊ヤングサンデー』なのに天野が『週刊ヤングマガジン』の名前を言ってしまい、しどろもどろになる場面があった（昔キャイ〜ンが担当していたラジオ番組が、『週刊ヤングマガジン』の一社提供だったため話題になった）。内容は、キャイ〜ンのデビュー当時のエピソード、ウドの熟女好き話、4人の初恋の話、天野が薦めるアニメ、漫画の話などといったものだった。エレキコミックが3時台のJUNK2にも引き続き出演するということもあって、キャイ〜ンもオープニングに少し出演した（エレキコミックがラジオブースに向かっている間は、ラーメンズの片桐が一人で担当した）。
- 2006年9月29日、ゲストとして、インパルスの堤下が出演した。
- この「JUNK 交流戦スペシャル」の評判がよかったことを受け、ラジオ的なイベントを展開したかった池田卓生が2008年秋時点でJUNKのパーソナリティとなっている8人を集めた座談会形式の企画「JUNK座談会スペシャル2008」を実施し、その模様を約2時間に収め期間限定にて有料配信を行っている（TBSラジオフリーマガジン「954press」2009年2月号より）。

| 金曜JUNK           | 金曜JUNK              | 金曜JUNK                 |
| 前番組             | 番組名                | 次番組                   |
| ------------------ | --------------------- | ------------------------ |
| 極楽とんぼの吠え魂 | JUNK 交流戦スペシャル | おぎやはぎのメガネびいき |